# ماك ستانتون
ماك ستانتون (بالفرنسية: Mac Stanton)‏ هو موسيقي فرنسي، ولد في 1977.